# Стрэнд

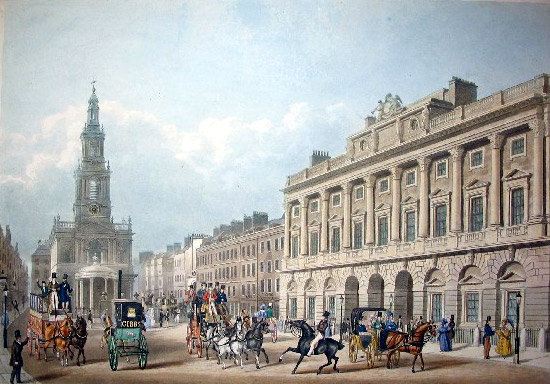
Стрэнд перед Сэнт-Мэри-ле-Стрэнд (XIX в).

Стрэнд (англ. Strand) — центральная улица Лондона, которая соединяет районы Вестминстер (центр политической жизни) и Сити (центр деловой активности). Начинается на Трафальгарской площади и ведёт на восток параллельно течению Темзы в сторону Флит-стрит.
На Стрэнде находился Йорк-хаус — комплекс зданий и особняк высших церковных и светских властей Англии.
С южной стороны на улицу выходят многие аристократические резиденции (вроде Сомерсет-хауса), южные окна которых до постройки в XIX веке набережной выдавались прямо на Темзу. Среди уличной застройки выделяются своими элегантными шпилями две церкви — Сэнт-Климент-Дэйнс (англ. арх. Кристофер Рен, 1682) и Сэнт-Мэри-ле-Стренд (англ., арх. Джеймс Гиббс, 1717), а также другие внушительные сооружения — вокзал Чаринг-Кросс и неоготический ансамбль Королевского суда справедливости (1868—1882). Стрэнд также славится своими многочисленными театрами.
Среди знаменитых викторианцев, живших на Стрэнде и в окрестностях этой улицы, — Томас Карлайл, Чарльз Диккенс, Теккерей, Джон Стюарт Милль, Герберт Спенсер и Томас Генри Хаксли.